# 妹尾知之
妹尾 知之（せのお ともゆき、明治24年〈1891年〉 - 昭和59年〈1984年〉）は、日本の海軍軍人。海軍中将。海軍兵学校40期生。海軍大学校22期生。

## 経歴
- 私立日彰館中卒業。
- 明治45年（1912年）7月17日、海軍少尉候補生となり、宗谷乗組となる。
- 大正 2年（1913年）5月1日、周防乗組となる。
- 大正 2年（1913年）12月1日、海軍少尉に任じられる。
- 大正 3年（1914年）12月1日、海軍砲術学校普通科学生に補せられる。
- 大正 4年（1915年）5月26日、海軍水雷学校普通科学生に補せられる。
- 大正 4年（1915年）12月13日、海軍中尉に任じられる。河内乗組となる。
- 大正 5年（1916年）12月1日、海軍砲術学校附に補せられる。
- 大正 6年（1917年）12月1日、日向乗組となる。
- 大正 7年（1918年）12月1日、海軍大尉に任じられる。海軍水雷学校高等科学生に補せられる。
- 大正 8年（1919年）12月1日、第四艦隊司令部附兼参謀に補せられる。
- 大正10年（1921年）4月30日、練習艦隊司令部附に補せられる。
- 大正10年（1921年）5月25日、練習艦隊参謀を兼ねて補せられる。
- 大正11年（1922年）4月8日、海軍水雷学校教官兼副官に補せられる。
- 大正11年（1922年）12月1日、海軍大学校甲種学生に補せられる。
- 大正13年（1924年）12月1日、海軍少佐に任じられる。第二艦隊参謀に補せられる。
- 大正15年（1926年）9月1日、横須賀鎮守府附に補せられる。
- 大正15年（1926年）12月1日、海軍省軍務局局員に補せられる。
- 昭和 4年（1929年）4月15日、海軍省電信課課員を兼ねて補せられる。
- 昭和 4年（1929年）6月15日、海軍軍令部へ出仕する。連合王国に出張する。
- 昭和 4年（1929年）11月30日、海軍中佐に任じられる。
- 昭和 5年（1930年）9月19日、帰朝を命じられる。
- 昭和 5年（1930年）12月1日、海軍軍令部参謀兼海軍大学校教官を補せられる。
- 昭和 7年（1932年）9月6日、海軍軍令部へ出仕する。
- 昭和 7年（1932年）9月15日、カナダへの出張を仰せつけられる。
- 昭和 8年（1933年）11月15日、海軍大佐に任じられる。
- 昭和 9年（1934年）3月17日、カナダ帝国公使館附海軍武官に補せられる。
- 昭和10年（1935年）11月15日、帰朝を命じられる。
- 昭和11年（1936年）3月10日、呉鎮守府附に補せられる。
- 昭和11年（1936年）9月1日、海軍艦政本部へ出仕する。
- 昭和11年（1936年）10月5日、海軍艦政本部総務部第一課長に補せられる。
- 昭和14年（1939年）11月15日、海軍少将に任じられる。海軍艦政本部出仕兼総務部第一課長事務取扱に補せられる。
- 昭和15年（1940年）1月10日、海軍艦政本部へ出仕する。
- 昭和15年（1940年）10月1日、光海軍工廠長へ補せられる。
- 昭和18年（1943年）5月1日、海軍中将に任じられる。
- 昭和18年（1943年）10月1日、海軍省軍務局御用掛・海務院長官を補せられる。
- 昭和18年（1943年）11月1日、海軍省軍務局御用掛・運輸通信省海運総局長官に補せられる。
- 昭和19年（1944年）10月21日、軍令部へ出仕する。
- 昭和19年（1944年）11月1日、海軍省軍務局御用掛・軍需省関東軍需監理部長に補せられる。
- 昭和20年（1945年）5月1日、呉海軍工廠長に補せられる。
- 昭和20年（1945年）11月1日、予備役を仰せつけられる。
- 1947年（昭和22年）11月28日、公職追放仮指定を受けた[1]。

## 栄典
- 1914年（大正3年）1月30日 - 正八位[2]
- 1916年（大正5年）1月21日 - 従七位[3]
- 1919年（大正8年）1月10日 - 正七位[4]
- 1929年（昭和4年）6月1日 - 正六位[5]